# Coniopteryx endroedyi
Coniopteryx endroedyi är en insektsart som beskrevs av György Sziráki 1994. Coniopteryx endroedyi ingår i släktet Coniopteryx och familjen vaxsländor. Inga underarter finns listade i Catalogue of Life.